# Чанг Хјунсу
Чанг Хјунсу (кореј. 장현수; 28. септембар 1991) јужнокорејски је фудбалер који тренутно наступа за Токио и репрезентацију Јужне Кореје на позицији штопера.

## Клупска каријера
Након завршетка факултета 3. јануара 2012. потписао је професионални уговор са јапанским прволигашем Токијом. Дебитовао је у Азијској лиги шампиона, у побједи над Бризбејном 2:0, у првом колу групне фазе; ушао је у игру у 86. минуту. Играо је и на осталим утакмицама групне фазе, у којој је Токио заузео друго мјесто и пласирао се у нокаут фазу. У осмини финала испао је од Гуангџоу Еверграндеа. Хјунсу није улазио у игру. У лиги дебитовао је 8. априла 2012. године, у побједи над Кавасакијем 1:0 , у петом колу. Први гол постигао је у побједи 5:0 над Консадолеом; Хјунсу је постигао први гол. Други гол у сезони постигао је у последњем колу, у побједи 6:2 над Вегалтом. У сезони 2013 одиграо је преко 20 утакмица у лиги и постигао два гола; у побједи против Ураве 3:2. гдје је постигао први гол на утакмици и у 32 колу, у побједи против Шонана, гдје је постигао изједначујући гол.
У јануару 2014, прешао је у редове кинеског суперлигаша Гуангџоу РФ. За нови клуб дебитовао је 9. марта, у ремију 1:1 против Тијанџина. Први гол постигао је 19. октобра 2014, у ремију 3:3 са Шандонгом; Хјунсу је постигао гол за 3:3 у надокнади времена. У сезони 2015, наступио је ба само 16 утакмица у лиги и постигао је један гол, у поразу 3:2 кући од Шангаја; Хјунсу је постигао гол у 74. минуту за 1:1. У сезони 2016. био је срандарднији, одиграо је 24 утакмице и постигао један гол. Гол је постигао у побједи 2:1 над Гуангџоу Еверграндеом; дао је изједначујући гол за 1:1.
Након што је 2017. играо само у поразу од Шандонга 3:0, у љетњем прелазном року вратио се у Токио. У Џеј лиги одиграо је 11 утакмица и постигао два гола. Први гол дао је у побједи 1:0 против Вегалта Сендаја, док је други постигао против Консадоле Сапороа; гол Хјунсуја био је једини погодак Токија, у поразу кући 2:1.

## Репрезентативна каријера
Хјунсу је почео да игра за репрезентацију до 20 година, 2009. године. Добрим играма ушао је у састав тима за Свјетско првенство за играче до 20 година 2011 у Колумбији. Кореја је играла у групи са Колумбијом, Француском и Малијем. У првом колу побиједила је Мали 2:0, Хјунсу је постигао други гол из пенала. Играо је и на наредне двије утакмице групне фазе, које је Кореја изгубила: 3:1 од Француске и 1:0 од Колумбије и пласирала се у нокаут фазу са трећег мјеста. У осмини финала играла је са Шпанијом. У регуларном дијелу није било голова, Шпанија је тријумфовала 7:6 након пенала; Хјунсу је одиграо цијелу утакмицу и погодио је пенал у четвртој серији, Ким Кјонгчун је промашио пенал у седмој серији.
Наступао је на Олимпијским играма 2016. у Рио де Женеиру. Кореја је у групи савладала Фиџи 8:0 и Мексико 1:0, те ремизирала са Њемачком 3:3 и пласирала се у четвртфинале, у којем је поражена од Хондураса 1:0. Хјунсу је одиграо сваку утакмицу.
За сениорску репрезентацију Јужне Кореје дебитовао је 13. јуна 2016, на утакмици Азијских квалификација за Свјетско првенство 2018; Кореја је кући поражена од Ирана 1:0, Хјунсу је одиграо цијелу утакмицу. Први гол у дресу репрезентације постигао је 5. августа 2015. године, на првенству Источне Азије, у утакмици против Јапана; утакмица је завршена 1:1, а Хјунсу је из пенала дао гол за вођство. У оквиру Азијских квалификација постигао је два гола. Први је постигао у побједи на гостовању Либану 3:0, гдје је такође погодио из пенала за вођство. Други гол дао је у побједи кући над Мјанмаром 4:0, 12. новембра 2015; први гол за репрезентацију који није постигао из пенала.
У мају 2018 нашао се на прелиминарном списку играча за Свјетско првенство 2018 у Русији, након чега је одиграо осам утакмица у склопу припрема. Нашао се и на коначном списку играча за Свјетско првенство, објављеном 2. јуна. Кореја је играла у групи Ф, против Шведске, Мексика и Њемачке; завршила је на трећем мјесту у групи, са три бода, Хичан је играо на све три утакмице, није постигао гол. Сваку утакмицу играо је од почетка до краја.

### Голови за репрезентацију
Голови Хјунсуа за репрезентацију Јужне Кореје.
| Број | Датум              | Стадион             | Противник | Гол за | Коначни резултат | Такмичење                                     |
| ---- | ------------------ | ------------------- | --------- | ------ | ---------------- | --------------------------------------------- |
| 1.   | 5. август 2015.    | Вухан, Кина         | Јапан     | 1:0    | 1:1              | Првенство Источне Азије 2015.                 |
| 2.   | 8. септембар 2015. | Сидон, Либан        | Либан     | 1:0    | 3:0              | АФК квалификације за Свјетско првенство 2018. |
| 3.   | 12. новембар 2015. | Сувон, Јужна Кореја | Myanmar   | 3:0    | 4'0              | АФК квалификације за Свјетско првенство 2018. |

## Трофеји

### Репрезентација
Јужна Кореја
- Златна медаља на Азијским играма: 2014.[33]
- Првенство Источне Азије: 2015, 2017.